# ダウン・トゥ・アース (ピーター・ガブリエルの曲)
「ダウン・トゥ・アース」（英: Down to Earth）は、ピーター・ガブリエル作詞・歌唱の楽曲。作曲はピーター・ガブリエルとトーマス・ニューマン。南アフリカ共和国のゴスペル・グループであるソウェト・ゴスペル・クワイアをフィーチャーしている。
映画『WALL・E/ウォーリー』のエンディングテーマであり、同作品のサウンドトラックに収録され、後にコンピレーション・アルバム『Rated PG』にも収録された。
第66回ゴールデングローブ賞主題歌賞及び第81回アカデミー賞歌曲賞にノミネートされ、第51回グラミー賞では最優秀歌曲賞（映画・テレビ部門）を受賞した。

## 背景
映画『WALL・E/ウォーリー』では、エンドクレジットの前半にこの曲が流される（後半はサウンドトラック収録のスコア「ホライゾン 12.2」）。アメリカで『WALL・E/ウォーリー』のプロモーション・シングルとして2008年6月10日に登場し、デジタル・ダウンロードにて同年7月6日に発売された。

## 収録曲
デジタル・ダウンロード
1. 「ダウン・トゥ・アース」 - "Down to Earth"